# 京極高国
京極 高国（きょうごく たかくに）は、江戸時代前期の大名。丹後国宮津藩3代藩主。官位は従四位下侍従、丹後守。

## 生涯
元和2年（1616年）、2代藩主・京極高広の長男として田辺にて誕生。承応3年（1654年）4月23日、父の隠居により家督を継いで藩主となる。しかし隠居した高広が藩政に介入したことから父と対立し、さらに高国自身も寛文元年（1661年）には年貢が納められていないとして、その村そのものを取り潰すなどの悪政を布いた。このため寛文6年（1666年）5月3日、親子不和や悪政を理由に幕命によって改易され、陸奥国盛岡藩主・南部重信預かりの身となった。ただし、扶助料として捨扶持3千俵を与えられた。高広は京都にて蟄居した。
なお、改易されたとき、家臣の落合主税助らなど一部が宮津城明け渡しに応じず、一時は籠城して幕府からの収城方に徹底抗戦しようとまでしたが、高国が説得することで開城に応じている。
延宝3年（1675年）12月24日に死去。享年60。子孫は旗本となり、室町以来の名族ゆえ、高家に列した。

## その後の再興
室は仙台藩主伊達政宗の四女であり、仙台藩にお家騒動（伊達騒動）が起きた際は、高国も仙台藩および伊達氏の存続に尽力している。この縁により、後年の1680年に京極高規らが赦免となったのち、伊達政宗の孫でもある高規らは、再取り立てまでの十年余りを仙台藩の世話になり仙台藩飛び地領にて暮らしていた。同じく、五男の高林は寺島姓を名乗り伊予国宇和島藩の伊達家に預けられ、赦免ののちは同家に取り立てられている。さらにのち、高林は兄の高規の養子という形で京極姓に復帰し、宝永2年（1705年）に幕臣となっていた兄の高規が隠居し、同じく兄の高甫が跡を継いだ際、高甫から分知を受ける形で旗本となった。
そもそも兄弟の預けられた先はそれぞれ、
- 高規 - 伊勢国津藩藤堂家に預けられた。赦免後、仙台藩伊達氏の関東にあった飛び地領で暮らす。
- 高甫 - 祖母の系統である因幡鳥取藩池田家。
- 高林 - 側室筋ではあるが、京極高国と縁がないわけではない宇和島伊達家。

であり、親族が責任を取った形ではあるが、優し目の措置である。
弟の京極高勝も兄に連座する形で1666年に逼塞処分とされたが、翌年には許され蔵米五千俵を賜り、寄合に列した。高勝は兄の高治の子の国晴を養嗣子としたが、病により跡を継げなかったため、国晴の子の京極高金を嗣孫とし1683年に相続させた。この高金の妻は伊予国吉田藩主の伊達宗純の養女（宗純の弟の伊達宗職の娘。）であり、ここでもなお伊達氏との縁が続いていた。この京極仁十郎家は高金の代に蔵米を改め三河国内に5千石とされるも、高金の次代の高平で無嗣断絶となった。

## 系譜
- 父：京極高広（1599-1677）
- 母：茶々姫（1596-1659） - 池田輝政の娘
- 正室：千菊姫（1626-1655） - 伊達政宗の四女
  - 長男：京極高規（1643-1708） - 連座して預け処分となるが、のち許され2千石。表高家衆となった。京極采女家。
- 生母不明の子女
  - 三男：京極高甫（1662-1729） - 落合高甫。のち兄の高規の養子となり、弟の高林に分知した残りの1千5百石を継承した。
  - 五男：京極高林（1664-1725年10月28日） - 寺島高林。のち兄から分知を受け幕臣5百石。新庄直詮の十二男の高周を婿養子として存続した。京極織之助家。
  - 女子：晴雲院 - 立花種明継々室